# عبدالله العصیمی
عبدالله العصیمی (انگلیسی: Abdullah Al-Usaimi؛ زادهٔ ۱۹۵۹) تیرانداز اهل عربستان سعودی است. وی در بازی‌های المپیک تابستانی ۱۹۸۴ شرکت کرده‌است.